# 越南水东哥
越南水东哥（学名：Saurauia griffithii var. annamica）为猕猴桃科水东哥属下的一个变种。

## 扩展阅读
- 維基物種上的相關：越南水东哥